# クロップマン-サレム式
化学反応性の理論において、クロップマン–サレム式（クロップマン–サレムしき、英: Klopman–Salem equation）は、2つの化学種が反応の過程で互いに接近し、相互作用を始めた時に起こるエネルギー変化を記述する。これは、それらの関連した分子軌道が互いに重なり合い始め、部分電荷を帯びた原子が引力的あるいは反発的静電力を経験し始めるためである。ジャイルス・クロップマンとリオネル・サレムによって独立に1968年に述べられた。この関係性はフロンティア分子軌道理論（すなわち、HOMO-LUMO相互作用の理論）とHSAB理論の重要な仮定についての数学的基礎を与える。概念的には、化学的過程の選択性または反応性を合理的に説明する際に、静電相互作用と軌道相互作用の両方を考慮すること（とそれぞれの相対的重要性の重み付け）の重要性を強調する。

## 定式化と解釈
現代的な形式において、クロップマン–サレム式は通常以下のように与えられる。
{\displaystyle \Delta E={\Big (}-\sum _{a,b}(q_{a}+q_{b})\beta _{ab}S_{ab}{\Big )}+{\Big (}\sum _{k<\ell }{\frac {Q_{k}Q_{\ell }}{\varepsilon R_{k\ell }}}{\Big )}+{\Big (}\sum _{r}^{\mathrm {occ.} }\sum _{s}^{\mathrm {unocc.} }-\sum _{s}^{\mathrm {occ.} }\sum _{r}^{\mathrm {unocc.} }{\frac {2(\sum _{a,b}c_{ra}c_{sb}\beta _{ab})^{2}}{E_{r}-E_{s}}}{\Big )}}
上式において、
- {\displaystyle q_{a}}は原子軌道a中の電子密度
- {\displaystyle \beta _{ab}}, {\displaystyle S_{ab}}は原子軌道aおよびbの相互作用についての共鳴積分と重なり積分
- {\displaystyle Q_{k}}は原子kの全電荷
- {\displaystyle \varepsilon }は局所誘電率
- {\displaystyle R_{k\ell }}は原子kおよびlの核間距離
- {\displaystyle c_{ra}}は分子軌道rを構成する原子軌道aの係数
- {\displaystyle E_{r}}は分子軌道rのエネルギー

である。大まかに言って、第1項は反応物の被占分子軌道の閉殻反発を記述する（4電子被占-被占相互作用、「立体効果」）。第2項は反応物の原子間のクーロン引力あるいはクーロン反発を記述する（イオン性寄与、「静電効果」）。最後に、第3項は反応物の被占分子軌道および空分子軌道間の全ての可能な相互作用を説明する（2電子被占–空相互作用、「立体電子効果」）。概念的に有用であるものの、クロップマン–サレム式は現代量子化学計算におけるエネルギー解析のための基礎としてはほとんど役に立たない。
第3項の分母に表われるMOエネルギー差のため、エネルギー的に接近した軌道が最大の寄与をする。そのため、ざっくり言うと、解析は反応物の最高被占軌道（HOMO）と最低空軌道（LUMO）のみを考慮することによってしばしば単純化することができる（フロンティア分子軌道理論におけるHOMO–LUMO相互作用）。第2項（イオン性）および第3項（共有結合性）の相対的寄与は硬いおよび軟らかい酸塩基（hard soft acid base、HSAB）理論の正当化において重要な役割を果たす。硬い–硬い間相互作用はイオン性項によって解釈され、軟らかい–軟らかい間相互作用は共有結合性項によって解釈される。